# Verfassung Osttimors von 2002

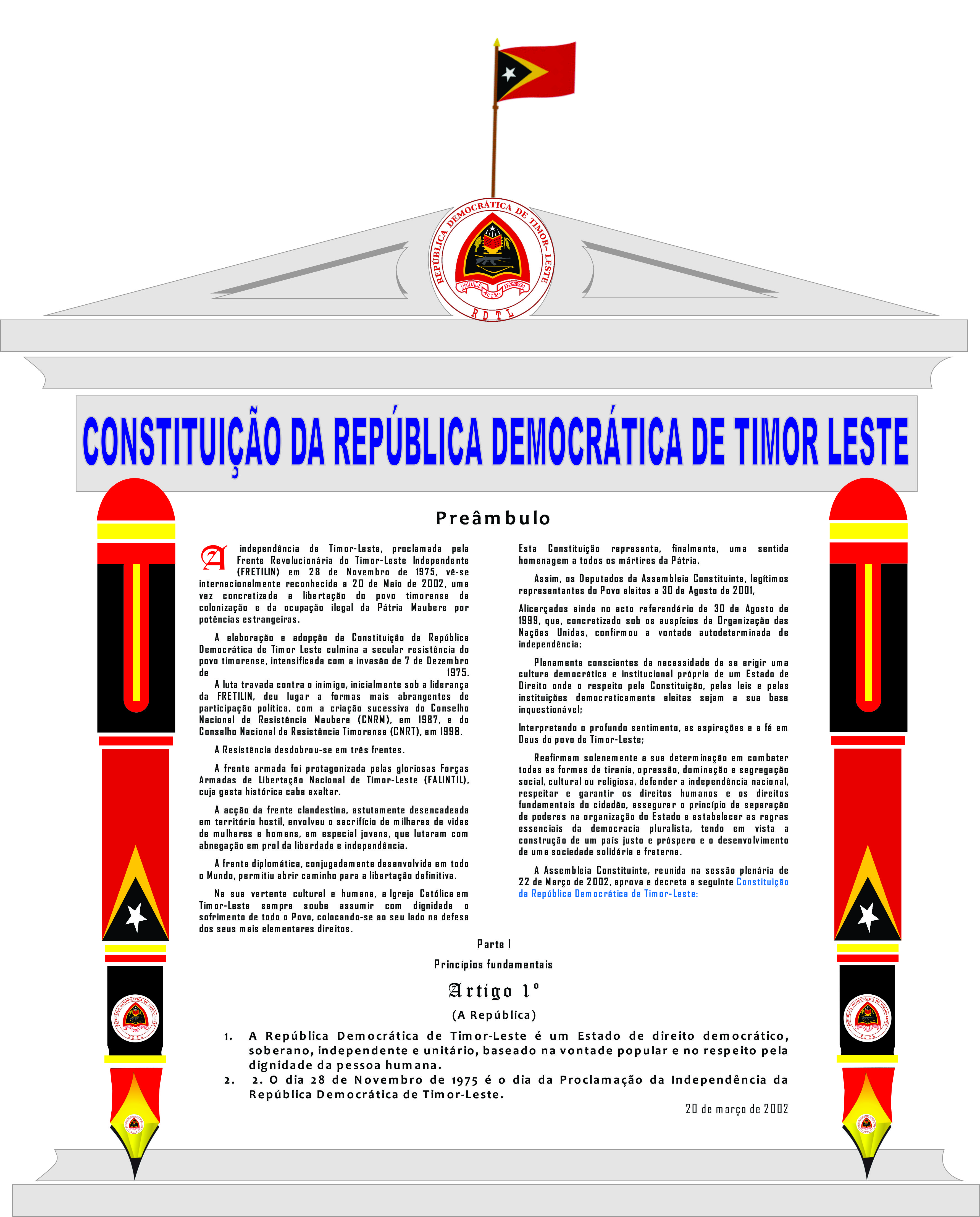
Einleitung und erster Artikel der Verfassung Osttimors

Die heute gültige Verfassung von Osttimor (portugiesisch Constituição da República de Democrática de Timor-Leste) trat mit der Wiederherstellung der Unabhängigkeit des Landes am 20. Mai 2002 in Kraft.

## Historischer Hintergrund

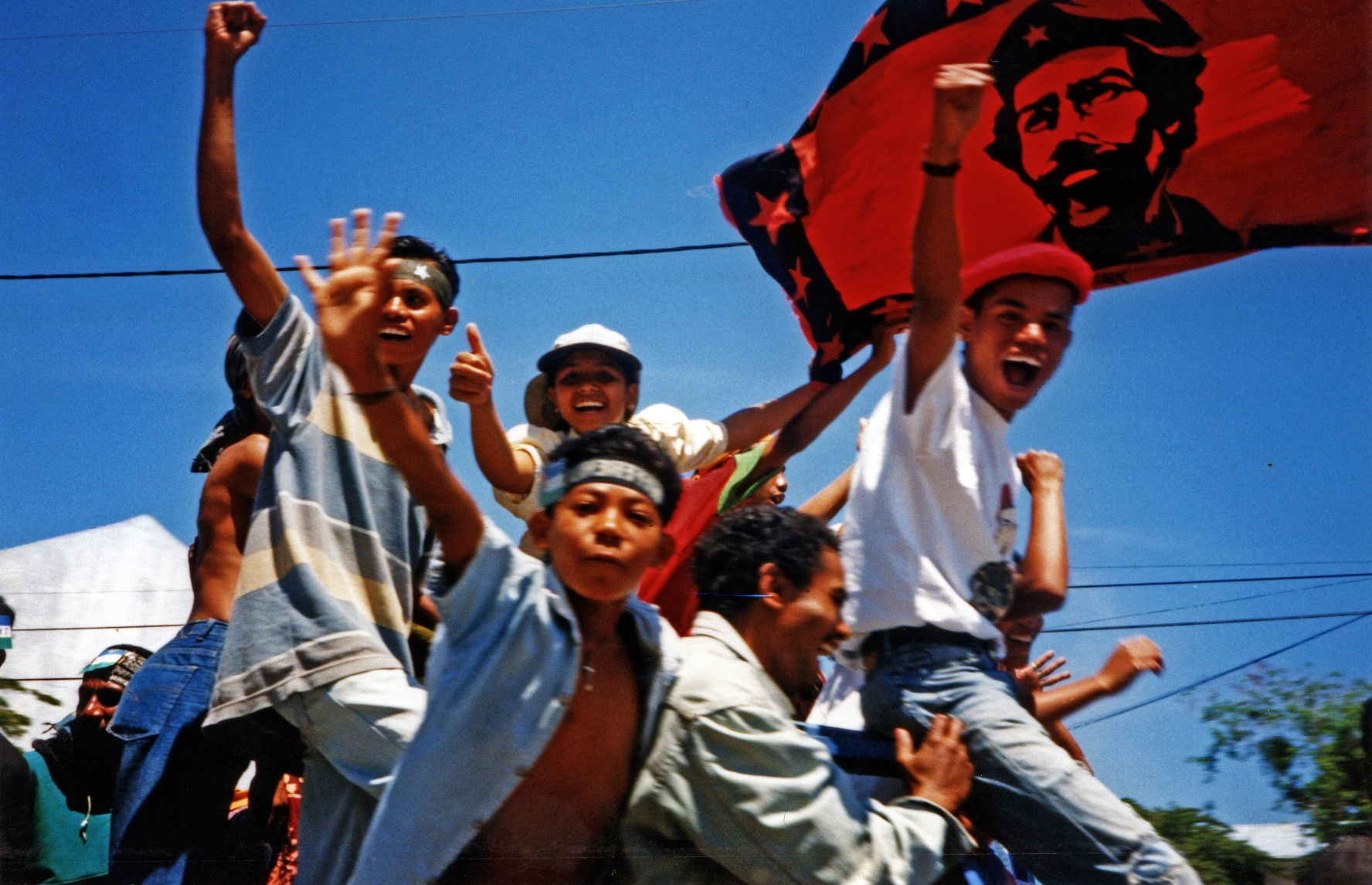
Pro-Unabhängigkeitsaktivisten während des Unabhängigkeitsreferendums 1999

Nach der Nelkenrevolution 1974 in Portugal sollte die Kolonie Portugiesisch-Timor auf die Unabhängigkeit vorbereitet werden. 1975 kam es aber zum Bürgerkrieg zwischen den beiden großen Parteien des Landes, aus dem die FRETILIN als Sieger hervorging. Da sich die portugiesische Administration zurückgezogen hatte und Indonesien begann das Grenzgebiet Osttimors zu besetzen, rief die FRETILIN am 28. November 1975 einseitig die Unabhängigkeit aus. Auch eine erste Verfassung wurde ausgearbeitet. Doch am 7. Dezember begann Indonesien mit der offenen Invasion. Truppen landeten in der Hauptstadt Dili und die FRETILIN begann mit dem Guerillakrieg gegen die Besatzer. 1976 annektierte Indonesien Osttimor völkerrechtswidrig. Erst nach 24 Jahren Krieg wurde unter Aufsicht der Vereinten Nationen ein Referendum durchgeführt, in dem sich die Mehrheit der Bevölkerung gegen eine Autonomie innerhalb Indonesiens und für die Unabhängigkeit Osttimors aussprach. Nochmal kam es zu einer Gewaltwelle durch indonesische Sicherheitskräfte und pro-indonesische Milizen. Die internationale Eingreiftruppe INTERFET unter australischer Führung sorgte wieder für Ruhe und Ordnung und Osttimor kam unter UN-Verwaltung, bis es am 20. Mai 2002 in die Unabhängigkeit entlassen wurde.
Die Verfassung unterscheidet sich von der Verfassung von 1975. Die neue Version wurde nach portugiesischem Vorbild entwickelt. Die verfassunggebende Versammlung wurde am 30. August 2001 gewählt. Die FRETILIN gewann dabei die absolute Mehrheit der Sitze. Mit dem Übergang in die Unabhängigkeit wurde aus der Versammlung das Nationalparlament Osttimors. Ein gesondertes Referendum für die Verfassung gab es nicht. Sie wurde nur durch die Versammlung am 22. März 2002 mit 65 gegen 14 Stimmen bestätigt. Für den Verfassungsentwurf stimmten die Abgeordneten der FRETILIN und der ASDT, dagegen die Abgeordneten von PD, PSD und einer der UDT. Viele Abgeordnete waren auch nicht zur Abstimmung erschienen.
Pedro Bacelar de Vasconcelos, einer der Autoren der Verfassung, gab zusammen mit einem Autorenteam 2011 an der juristischen Fakultät der Universität Minho eine kommentierte Fassung der Verfassung heraus, die die bis dahin ergangenen Urteile berücksichtigt.

## Die Verfassung

### Präambel
Die Präambel blickt auf die Geschichte des „Mutterlandes der Maubere“ zurück und nennt die Erstellung und die Verabschiedung der Verfassung als Höhepunkt des „historischen Widerstandes des timoresischen Volkes“ nach der Invasion vom 7. Dezember 1975. Erwähnt wird in der Präambel die Rolle von FRETILIN, Conselho Nacional de Resistência Timorense (CNRT) und Forças Armadas de Libertação Nacional de Timor-Leste (FALINTIL) im Befreiungskampf sowie seine Tausenden Opfer, aber auch die diplomatische Front, wo sich Osttimoresen bei der internationalen Gemeinschaft für die Unabhängigkeit ihres Land einsetzten, und die katholische Kirche. Schließlich folgt ein Bekenntnis zu Demokratie, Mehrparteiensystem, Menschenrechte, Grundrechte und dem Kampf gegen Tyrannei und für die nationale Unabhängigkeit.

### Teil I: Grundprinzipien
- - Abschnitt 1: Die Republik

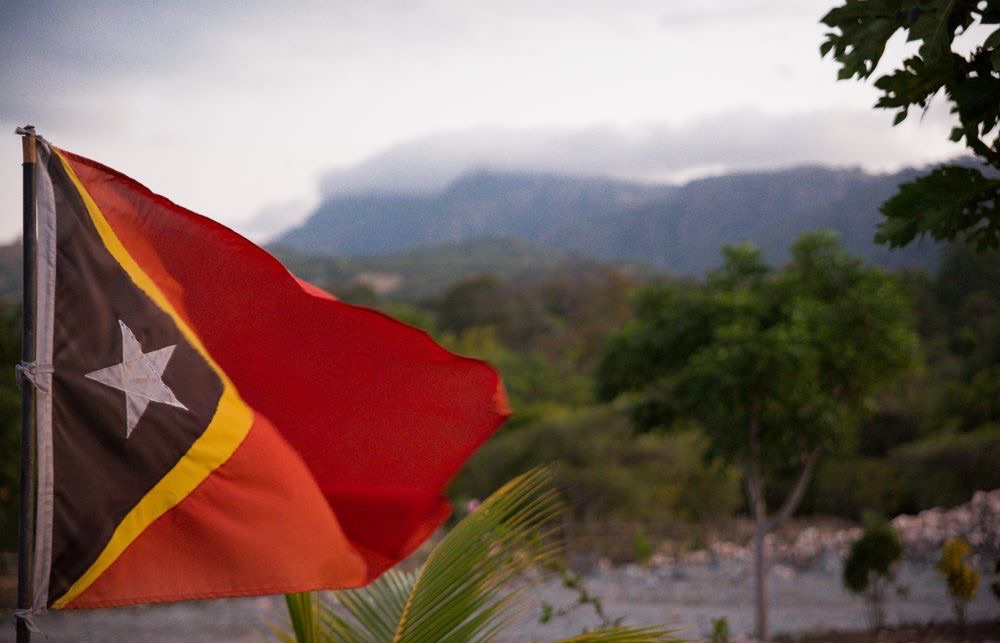
Festgelegt in Abschnitt 15: Die Nationalflagge Osttimors

  - Abschnitt 2: Souveränität und Verfassungsmäßigkeit
  - Abschnitt 3: Staatsbürgerschaft
  - Abschnitt 4: Territorium
  - Abschnitt 5: Dezentralisierung
  - Abschnitt 6: Grundsätze des Staates
  - Abschnitt 7: Allgemeines Wahlrecht und Mehrparteiensystem
  - Abschnitt 8: Internationale Beziehungen
  - Abschnitt 9: Internationales Recht
  - Abschnitt 10: Solidarität
  - Abschnitt 11: Förderung der Widerstandsbewegung
  - Abschnitt 12: Staat und religiöse Glaubensgemeinschaften
  - Abschnitt 13: Offizielle Sprachen und Nationalsprachen
  - Abschnitt 14: Nationale Symbole
  - Abschnitt 15: Nationalflagge[1]

### Teil II: Grundrechte, Pflichten, Freiheiten und Garantien
- Titel I: Grundprinzipien

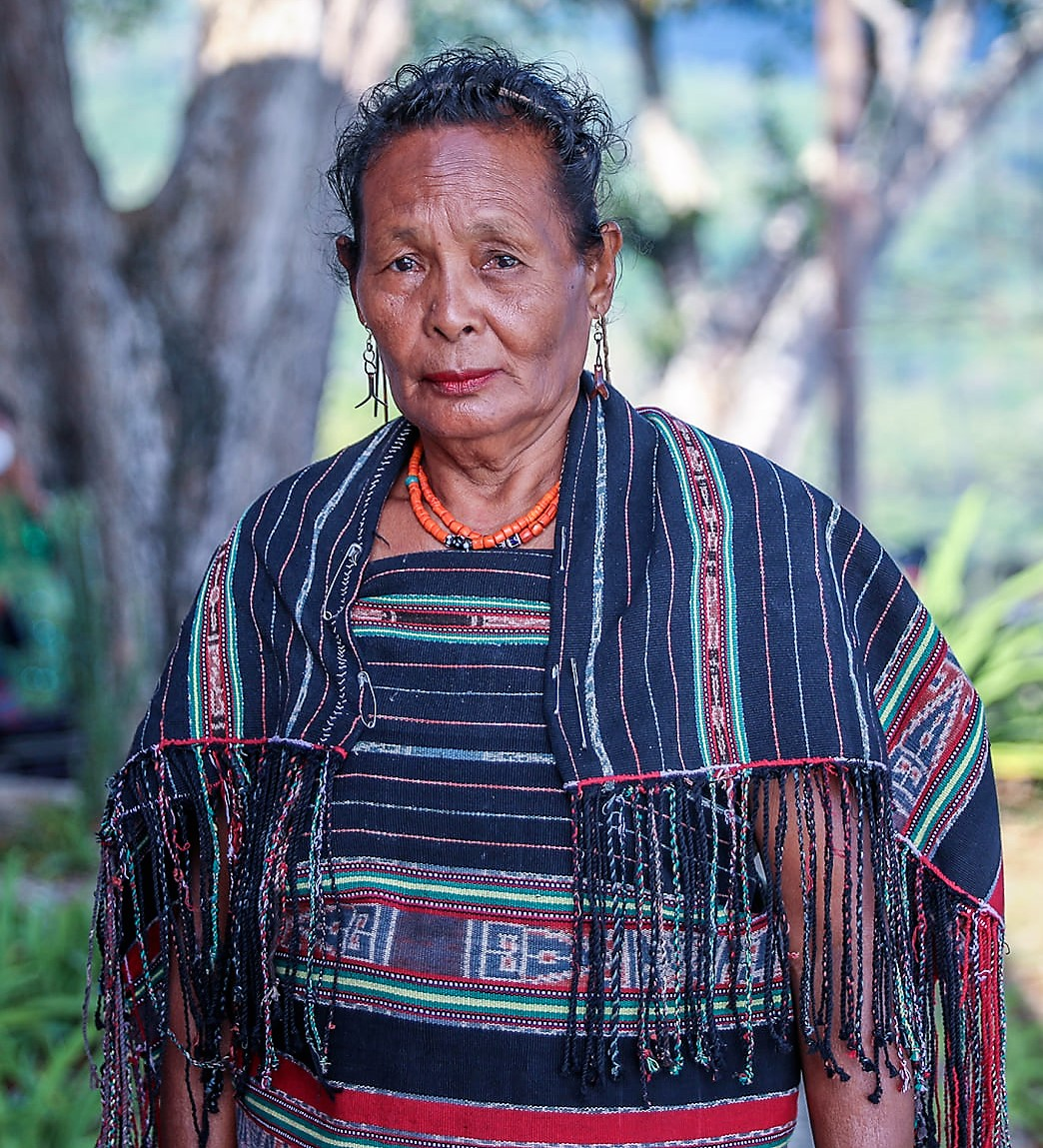
Frauen sind laut Verfassung in Osttimor Männern gleichberechtigt

  - Abschnitt 16: Allgemeingültigkeit und Gleichwertigkeit
  - Abschnitt 17: Gleichheit von Frau und Mann
  - Abschnitt 18: Schutz des Kindes
  - Abschnitt 19: Jugend
  - Abschnitt 20: Senioren
  - Abschnitt 21: Behinderte Bürger
  - Abschnitt 22: Bürger Osttimors in Übersee
  - Abschnitt 23: Interpretation der Grundrechte
  - Abschnitt 24: Einschränkende Gesetze
  - Abschnitt 25: Ausnahmezustand
  - Abschnitt 26: Zugang zum Gericht
  - Abschnitt 27: Ombudsrat
  - Abschnitt 28: Recht auf Widerstand und Selbstverteidigung

- Titel II: Persönlichkeitsrecht, Freiheiten und Garantien
  - Abschnitt 29: Recht auf Leben
  - Abschnitt 30: Recht auf Persönliche Freiheiten, Sicherheit und Integrität
  - Abschnitt 31: Anwendung des Strafrechts
  - Abschnitt 32: Grenzen des Strafmaßes und Sicherheitsmaßnahmen
  - Abschnitt 33: Habeas Corpus
  - Abschnitt 34: Garantien in der strafrechtlichen Verfolgung
  - Abschnitt 35: Auslieferung und Ausweisung
  - Abschnitt 36: Recht auf Ehre und Privatsphäre
  - Abschnitt 37: Unverletzlichkeit der Wohnung und Korrespondenz
  - Abschnitt 38: Schutz von persönlichen Daten
  - Abschnitt 39: Familie, Heirat und Mutterschaft
  - Abschnitt 40: Rede- und Informationsfreiheit
  - Abschnitt 41: Freiheit von Presse und Massenmedien
  - Abschnitt 42: Versammlungsfreiheit und Demonstrationsrecht
  - Abschnitt 43: Koalitionsfreiheit
  - Abschnitt 44: Bewegungsfreiheit
  - Abschnitt 45: Gewissens-, Glaubens- und Religionsfreiheit
  - Abschnitt 46: Recht auf politische Beteiligung
  - Abschnitt 47: Wahlrecht
  - Abschnitt 48: Petitionsrecht
  - Abschnitt 49: Verteidigung der Souveränität

- Titel III: Wirtschaftliche, soziale und kulturelle Rechte und Pflichten
  - Abschnitt 50: Recht auf Arbeit
  - Abschnitt 51: Streikrecht und Aussperrungsverbot
  - Abschnitt 52: Freiheit der Gewerkschaften
  - Abschnitt 53: Konsumentenrechte
  - Abschnitt 54: Recht auf Privateigentum
  - Abschnitt 55: Pflichten des Steuerzahlers
  - Abschnitt 56: Soziale Sicherheit und Unterstützung
  - Abschnitt 57: Gesundheit
  - Abschnitt 58: Unterkunft
  - Abschnitt 59: Ausbildung und Kultur
  - Abschnitt 60: Geistiges Eigentum
  - Abschnitt 61: Umwelt[1]

### Teil III: Organisation der Politischen Kräfte
- Titel I: Generelle Prinzipien
  - Abschnitt 62: Quelle und Machtausübung
  - Abschnitt 63: Bürgerbeteiligung im politischen Leben
  - Abschnitt 64: Prinzip der Erneuerung
  - Abschnitt 65: Wahlen
  - Abschnitt 66: Referendum
  - Abschnitt 67: Organe der Staatshoheit
  - Abschnitt 68: Unvereinbarkeiten
  - Abschnitt 69: Prinzip der Gewaltenteilung
  - Abschnitt 70: Politische Parteien und Recht auf Opposition
  - Abschnitt 71: Organisation der Verwaltung
  - Abschnitt 72: Lokale Regierung
  - Abschnitt 73: Veröffentlichung von Gesetzgebung und Entscheidungen

- Titel II: Präsident der Republik

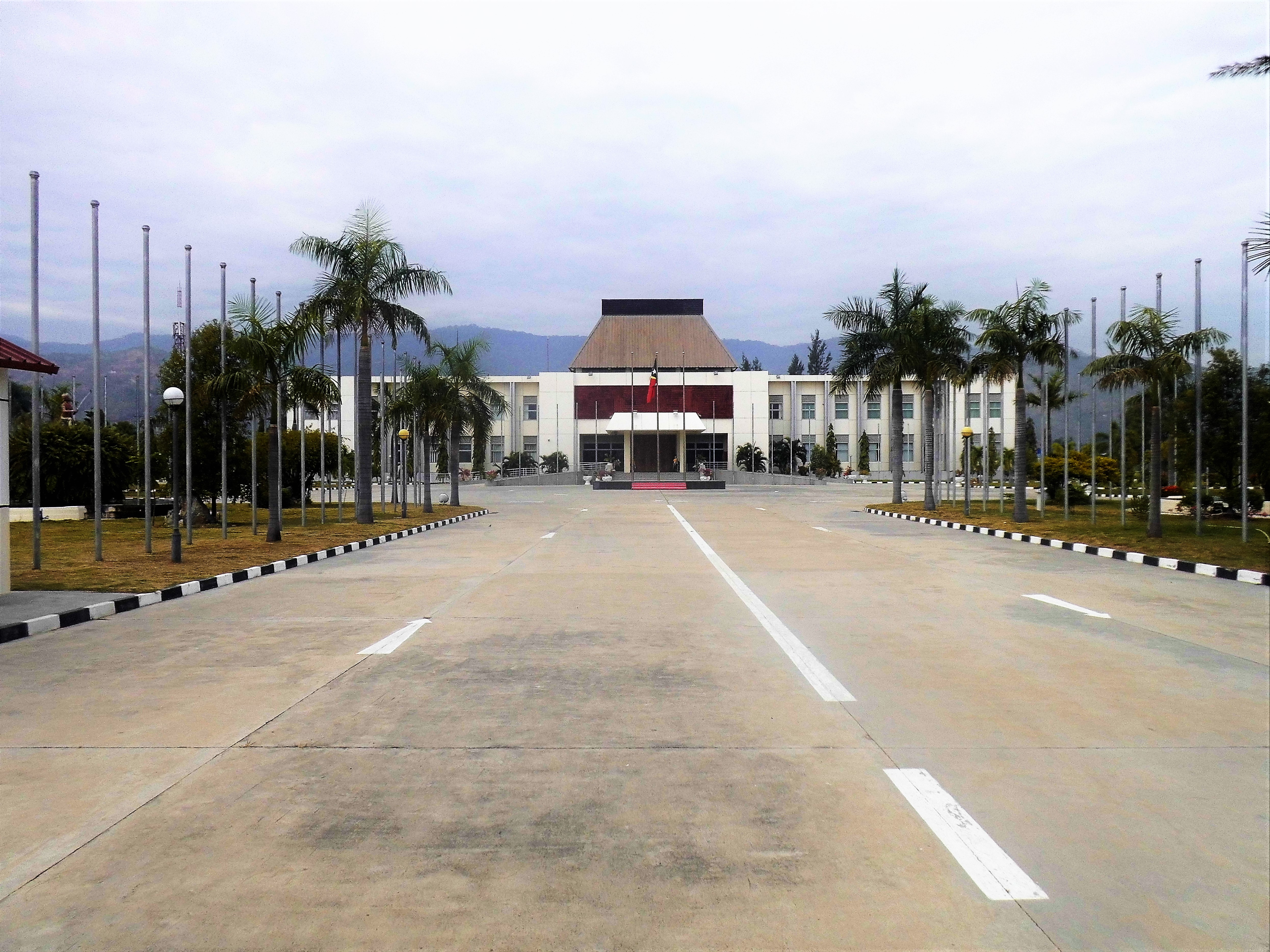
Präsidentenpalast Osttimors

  - Kapitel I: Status, Wahl und Ernennung
    - Abschnitt 74: Definition
    - Abschnitt 75: Eignung
    - Abschnitt 76: Wahl
    - Abschnitt 77: Amtseinführung und Vereidigung
    - Abschnitt 78: Unvereinbarkeiten
    - Abschnitt 79: Strafbarkeit und verfassungsmäßige Verpflichtungen
    - Abschnitt 80: Abwesenheit
    - Abschnitt 81: Rücktritt vom Amt
    - Abschnitt 82: Tod, Amtsniederlegung oder Dauerinvalidität
    - Abschnitt 83: Ausnahmefälle
    - Abschnitt 84: Austausch und Vertretung im Amt

  - Kapitel II: Kompetenzen
    - Abschnitt 85: Kompetenzen
    - Abschnitt 86: Kompetenzen in Hinblick auf andere Verfassungsorgane
    - Abschnitt 87: Kompetenzen in Hinblick auf internationale Beziehungen
    - Abschnitt 88: Bekanntmachungen und Veto
    - Abschnitt 89: Befugnisse des Interim-Präsidenten der Republik

  - Kapitel III: Staatsrat
    - Abschnitt 90: Staatsrat
    - Abschnitt 91: Kompetenzen, Organisation und Funktion des Staatsrats

- Titel III: Nationalparlament
  - Kapitel I: Status und Wahl
    - Abschnitt 92: Definition

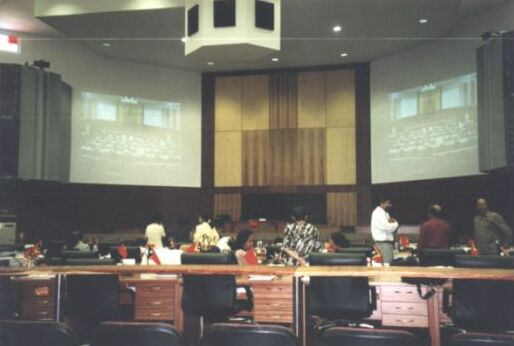
Nationalparlament Osttimors (2002)

    - Abschnitt 93: Wahl und Zusammensetzung
    - Abschnitt 94: Immunität

  - Kapitel II: Kompetenzen
    - Abschnitt 95: Kompetenzen des Nationalparlaments
    - Abschnitt 96: Legislative Befugnis
    - Abschnitt 97: Gesetzesinitiative
    - Abschnitt 98: Parlamentarische Bewertung der Gesetze

  - Kapitel III: Organisation und Funktion
    - Abschnitt 99: Legislaturperiode
    - Abschnitt 100: Auflösung
    - Abschnitt 101: Anwesenheit von Mitgliedern der Regierung

Attendance by members of the Government
- - Kapitel IV: Ständiger Ausschuss
    - Abschnitt 102: Ständiger Ausschuss

- Titel IV: Regierung

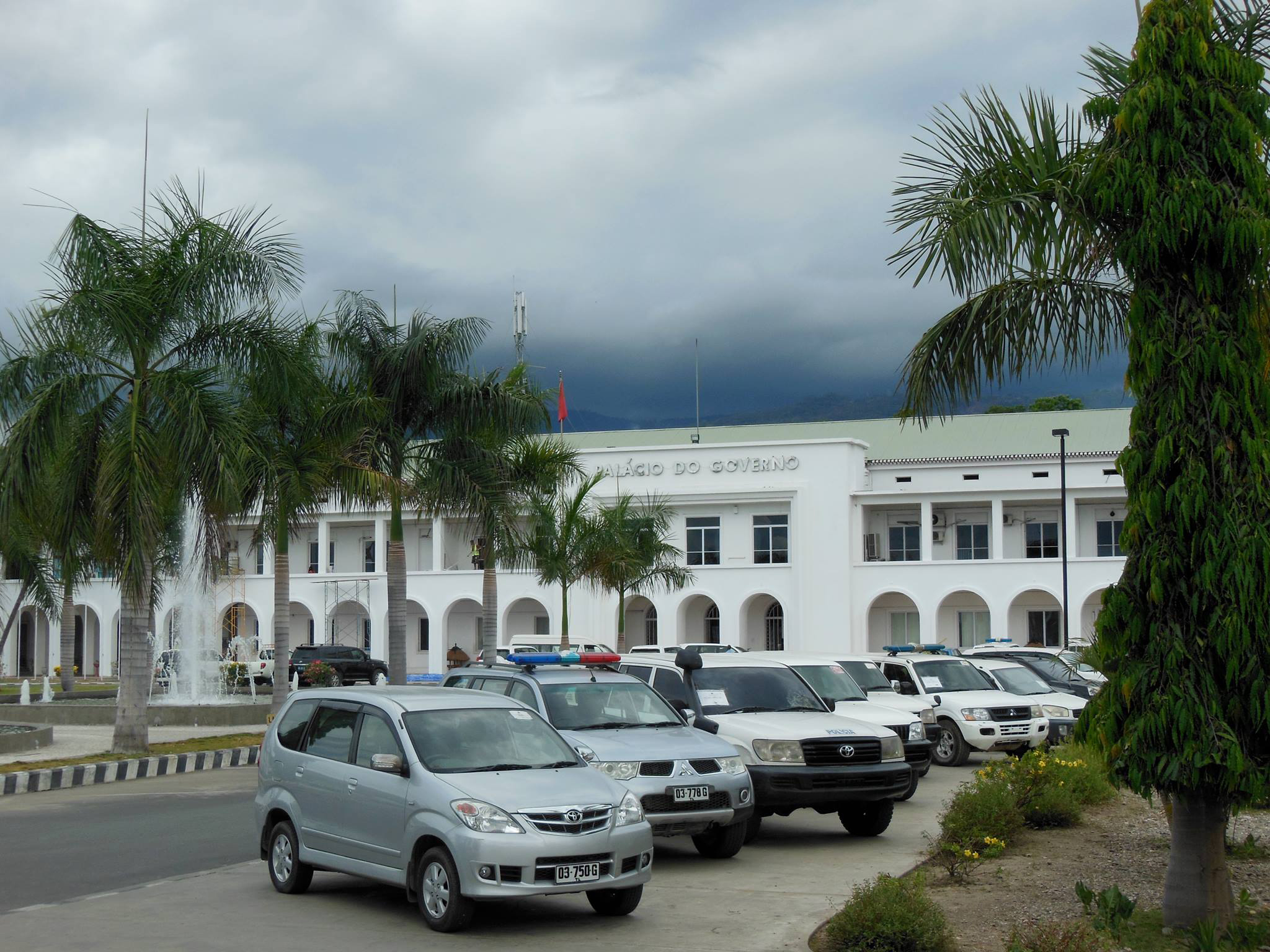
Regierungspalast Osttimors

  - Kapitel I: Definition und Struktur
    - Abschnitt 103: Definition
    - Abschnitt 104: Zusammensetzung
    - Abschnitt 105: Ministerrat

  - Kapitel II: Bildung und Verantwortlichkeiten
    - Abschnitt 106: Ernennung
    - Abschnitt 107: Verantwortlichkeiten der Regierung
    - Abschnitt 108: Regierungsprogramm
    - Abschnitt 109: Prüfung des Regierungsprogramms
    - Abschnitt 110: Aufforderung zum Vertrauensvotum
    - Abschnitt 111: Mißtrauensvotum
    - Abschnitt 112: Entlassung der Regierung
    - Abschnitt 113: Strafbarkeit der Regierungsmitglieder
    - Abschnitt 114: Immunität der Regierungsmitglieder

  - Kapitel III: Kompetenzen
    - Abschnitt 115: Kompetenzen der Regierung
    - Abschnitt 116: Kompetenzen des Ministerrats
    - Abschnitt 117: Kompetenzen der Regierungsmitglieder

- Titel V: Gerichte

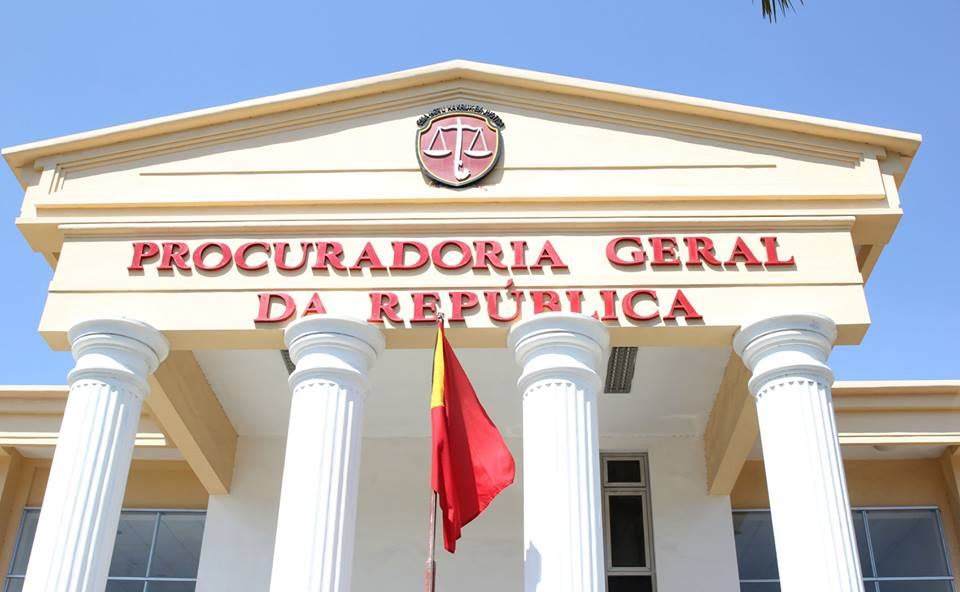
Generalstaatsanwaltschaft

  - Kapitel I: Gerichte, Staatsanwaltschaft und Anwälte
    - Abschnitt 118: Gerichtsbarkeit
    - Abschnitt 119: Unabhängigkeit
    - Abschnitt 120: Prüfung auf Verfassungswidrigkeit
    - Abschnitt 121: Richter
    - Abschnitt 122: Exklusivität
    - Abschnitt 123: Kategorien der Gerichte
    - Abschnitt 124: Oberster Gerichtshof
    - Abschnitt 125: Funktion und Zusammensetzung
    - Abschnitt 126: Kompetenzen bei Wahlen und verfassungsmäßige Kompetenzen
    - Abschnitt 127: Qualifikation
    - Abschnitt 128: Oberster Justizrat
    - Abschnitt 129: Oberster Verwaltungsgerichts-, Finanzgerichts- und Rechnungshof
    - Abschnitt 130: Militärgericht
    - Abschnitt 131: Gerichtsverfahren

  - Kapitel II: Staatsanwaltschaft
    - Abschnitt 132: Funktion und Status
    - Abschnitt 133: Generalstaatsanwaltschaft
    - Abschnitt 134: Oberster Rat der Generalstaatsanwaltschaft

  - Kapitel III: Anwälte
    - Abschnitt 135: Anwälte
    - Abschnitt 136: Garantien für anwaltliche Tätigkeiten

- Titel VI: Öffentliche Verwaltung
- Abschnitt 137: Generelle Prinzipien für die Öffentliche Verwaltung[1]

### Teil IV: Organisation von Wirtschaft und Finanzen
- Titel I: Generelle Prinzipien
  - Abschnitt 138: Organisation der Wirtschaft
  - Abschnitt 139: Natürliche Ressourcen
  - Abschnitt 140: Investitionen
  - Abschnitt 141: Land

- Titel II: Finanz- und Steuersystem
  - Abschnitt 142: Finanzsystem
  - Abschnitt 143: Zentralbank
  - Abschnitt 144: Steuersystem
  - Abschnitt 145: Staatshaushalt

### Teil V: Nationale Verteidigung und Sicherheit

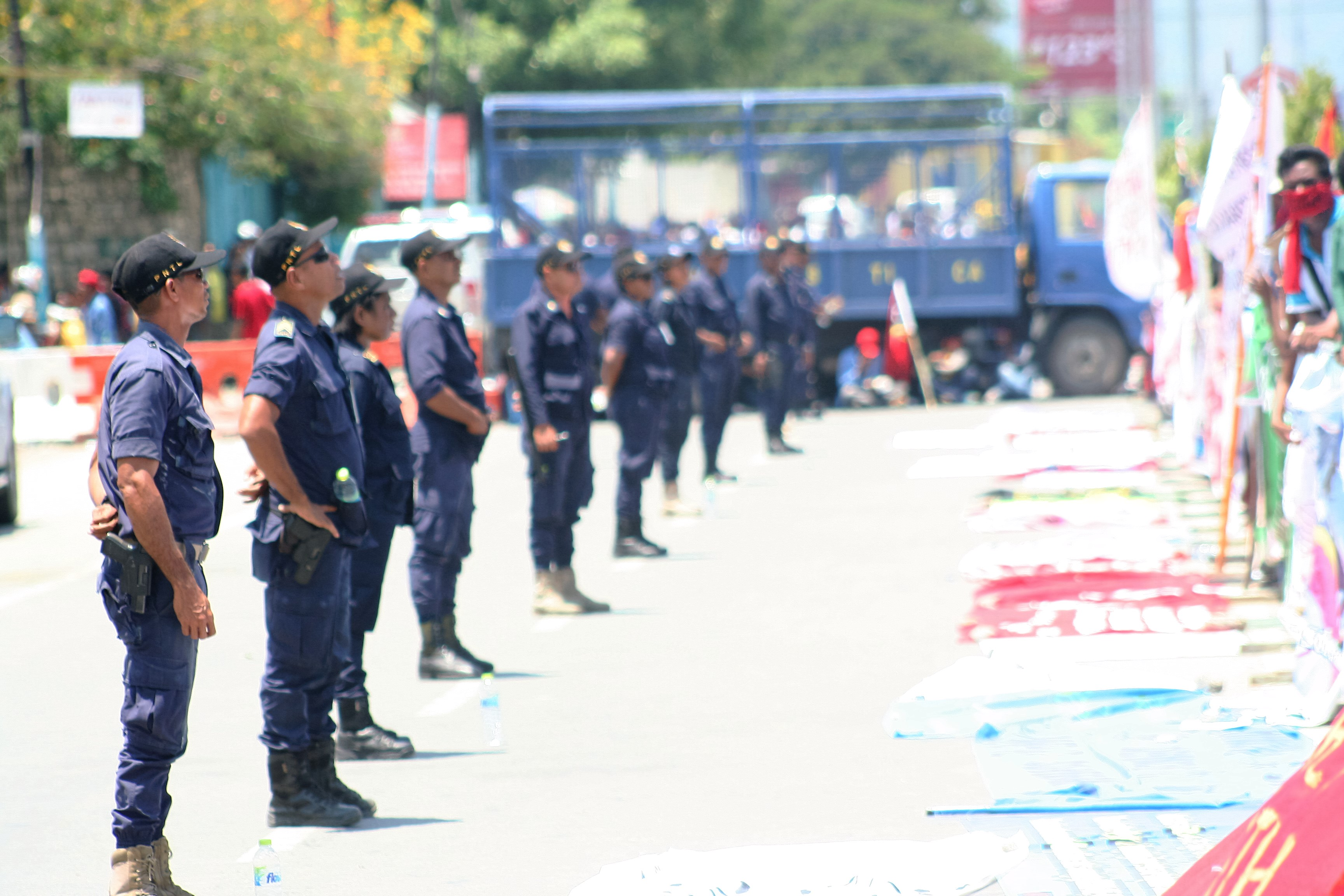
Nationalpolizei Osttimors bei einer Demonstration

- Abschnitt 146: Verteidigungskräfte
- Abschnitt 147: Polizei- und Sicherheitskräfte
- Abschnitt 148: Oberster Rat für Verteidigung und Sicherheit

### Teil VI: Garantie und Revision der Verfassung
- Titel I: Garantie der Verfassung
  - Abschnitt 149: Vorwegnehmend Prüfung auf Verfassungsmäßigkeit
  - Abschnitt 150: Theoretische Prüfung auf Verfassungsmäßigkeit
  - Abschnitt 151: Verfassungswidrigkeit durch Unterlassung
  - Abschnitt 152: Revision auf Verfassungsmäßigkeit
  - Abschnitt 153: Entscheidungen des Obersten Gerichtshofes
- Titel II: Prüfung der Verfassung
  - Abschnitt 154: Initiative und Laufzeit der Revision
  - Abschnitt 155: Genehmigung und Bekanntmachung
  - Abschnitt 156: Begrenzung der Gegenstände der Revision
  - Abschnitt 157: Begrenzung der Laufzeit der Revision

### Teil VII: Finale und Übergangsbestimmungen
- Abschnitt 158: Verträge, Vereinbarungen und Allianzen
- Abschnitt 159: Arbeitssprachen
- Abschnitt 160: Schwerverbrechen
- Abschnitt 161: Illegale Inbesitznahme von Vermögen
- Abschnitt 162: Aussöhnung
- Abschnitt 163: Juristische Übergangsorganisation
- Abschnitt 164: Übergangsweise Kompetenz des Obersten Gerichtshofs
- Abschnitt 165: Frühere Gesetzgebung
- Abschnitt 166: Nationalhymne
- Abschnitt 167: Umwandlung der verfassunggebenden Versammlung
- Abschnitt 168: II. Übergangsregierung
- Abschnitt 169: Präsidentschaftswahlen 2002
- Abschnitt 170: Inkrafttreten der Verfassung